# Аклиуш, Манес
Мане́с Аклиу́ш (фр. Maghnes Akliouche; род. 25 февраля 2002, Трамбле-ан-Франс) — французский футболист, атакующий полузащитник клуба «Монако».

## Клубная карьера
Манес Аклиуш начал заниматься футболом в клубе «Виллемомбл». Пробыв в клубе 6 лет он ушёл в «Торси». В 2017 году его взяли в академию «Монако». Дебютировал за взрослую команду клуба 16 октября 2021 года, выйдя на замену в матче Лиги 1 против «Лиона».

## Международная карьера
Аклиуш на данный момент выступает за сборную Франции до 20 лет.